# Matthew Foreman
Matthew Dean Foreman (né le 21 mars 1957 à Los Alamos) est un mathématicien américain qui travaille dans les domaines des fondements des mathématiques, la théorie axiomatique des ensembles et notamment les grands nombres cardinaux, la théorie descriptive des ensembles, la théorie ergodique et les systèmes dynamiques.

## Carrière
Foreman étudie à l'université du Colorado (baccalauréat en 1975) et il obtient son doctorat en 1980 à l'université de Californie à Berkeley sous la direction de Robert Solovay (Large cardinals and model theoretic transfer properties). Il est chercheur postdoctoral à l'université de Californie à Los Angeles jusqu'en 1982, à l'université hébraïque de Jérusalem en 1983-84 et au California Institute of Technology de 1984 à 1986. À partir de 1986, il est professeur associé de mathématiques (à partir de 1990 également de philosophie) à l'université d'État de l'Ohio. Il est ensuite professeur à l'université de Californie à Irvine.

## Travaux
En 1988, Foreman a démontré, avec Menachem Magidor et Saharon Shelah, la cohérence d'une généralisation de l'axiome de Martin (Martin´s Maximum).
Avec W. Hugh Woodin, il a montré la cohérence de l'énoncé selon lequel l'hypothèse du continu généralisée est fausse pour tout cardinal infini.
Foreman a travaillé en théorie descriptive des ensembles et de son application à la théorie ergodique (aussi en collaboration avec Benjamin Weiss),,.
En 1994, Foreman a montré, avec Randall Dougherty, qu'il existe des décompositions de Banach-Tarski de la sphère unité dans lesquelles les ensembles ont la propriété de Baire. Ce faisant, ils ont résolu un problème posé par Edward Marczewski en 1930. En 1991, avec Friedrich Wehrung, Foreman a montré que le théorème de Hahn-Banach implique l'existence d'ensembles non mesurables au sens de Lebesgue.
En 1998, Foreman a été conférencier invité au congrès international des mathématiciens à Berlin (titre de sa communication : Generic large cardinals. New axioms for arithmetic? ). Foreman a été sélectionné comme Gödel Lecturer 2021 (titre de sa communication : Gödel Diffeomorphisms.).
Foreman est un marin passionné qui a remporté plusieurs prix (comme le trophée Ullman).

## Publications
- Matthew Foreman et Akihiro Kanamori (éditeurs), Handbook of set theory (en 3 volumes), Dordrecht, Springer, 2010, xiv+ 736 p. ; xiv+ 737-1447 p. ; xiv +  1449-2197 (ISBN 978-1-4020-4843-2).